# 吴王口乡
吴王口乡，是中华人民共和国河北省保定市阜平县下辖的一个乡镇级行政单位。

## 行政区划
吴王口乡下辖以下地区：
吴王口村、桃元坪村、周家河村、不老台村、石滩地村、邓家庄村、黄草洼村、岭东村、南庄旺村、寿长寺村、三岔村、银河村和南辛庄村。